# گرسور (بندر لنگه)
گَرسُور، روستایی در دهستان مهران بخش مهران شهرستان بندر لنگه در استان هرمزگان ایران است.
این روستا در ۱۲ کیلومتری جنوب غربی لمزان واقع می‌باشد.

## جمعیت
بر پایه سرشماری عمومی نفوس و مسکن در سال ۱۳۹۵، جمعیت این روستا برابر با ۸۸ نفر (۳۰ خانوار) بوده است.